# Prez (Nord)
Prez is een gehucht in het Franse departement Nord. Het ligt in het zuidoosten van de gemeente Avelin. Prez ligt ongeveer 2,5 kilometer ten zuidoosten van het dorpscentrum van Avelin, nabij de grens met Mérignies. Het ligt langs de weg tussen Tourmignies en Pont-à-Marcq, aan het kruispunt met de weg naar Treupe. Het is een landelijk gehucht met enkele verspreide boerderijen en plattelandswoningen.